# ناتان اف. دیکسون سوم
ناتان اف. دیکسون سوم (به انگلیسی: Nathan F. Dixon III) سناتور سابق عضو حزب جمهوری‌خواه ایالات متحده آمریکا بود. وی در سال ۱۸۸۹ تا ۱۸۹۵ میلادی سناتور ایالت رود آیلند در سنای ایالات متحده آمریکا بود.